# Canavanin
Canavanin ist eine gesundheitsschädliche, nichtkanonische, nichtproteinogene Aminosäure, die in den Samen von Leguminosen als Fraßschutz vorkommt.
Die Giftwirkung von Canavanin beruht auf der Konkurrenz von Canavanin mit der essentiellen Aminosäure Arginin. Da die Enzyme des Organismus die beiden Aminosäuren nicht voneinander unterscheiden können, wird die falsche Aminosäure in entstehende Aminosäureketten (ungefaltete Proteine) eingebaut. Dann kann keine korrekte Faltung erfolgen, was zum Ausfall der Proteinfunktion führt.